# Aleurotulus mundururu
Aleurotulus mundururu là một loài côn trùng cánh nửa trong họ Aleyrodidae, phân họ Aleyrodinae.
Aleurotulus mundururu được Bondar miêu tả khoa học đầu tiên năm 1923.